# Concile Prime-second

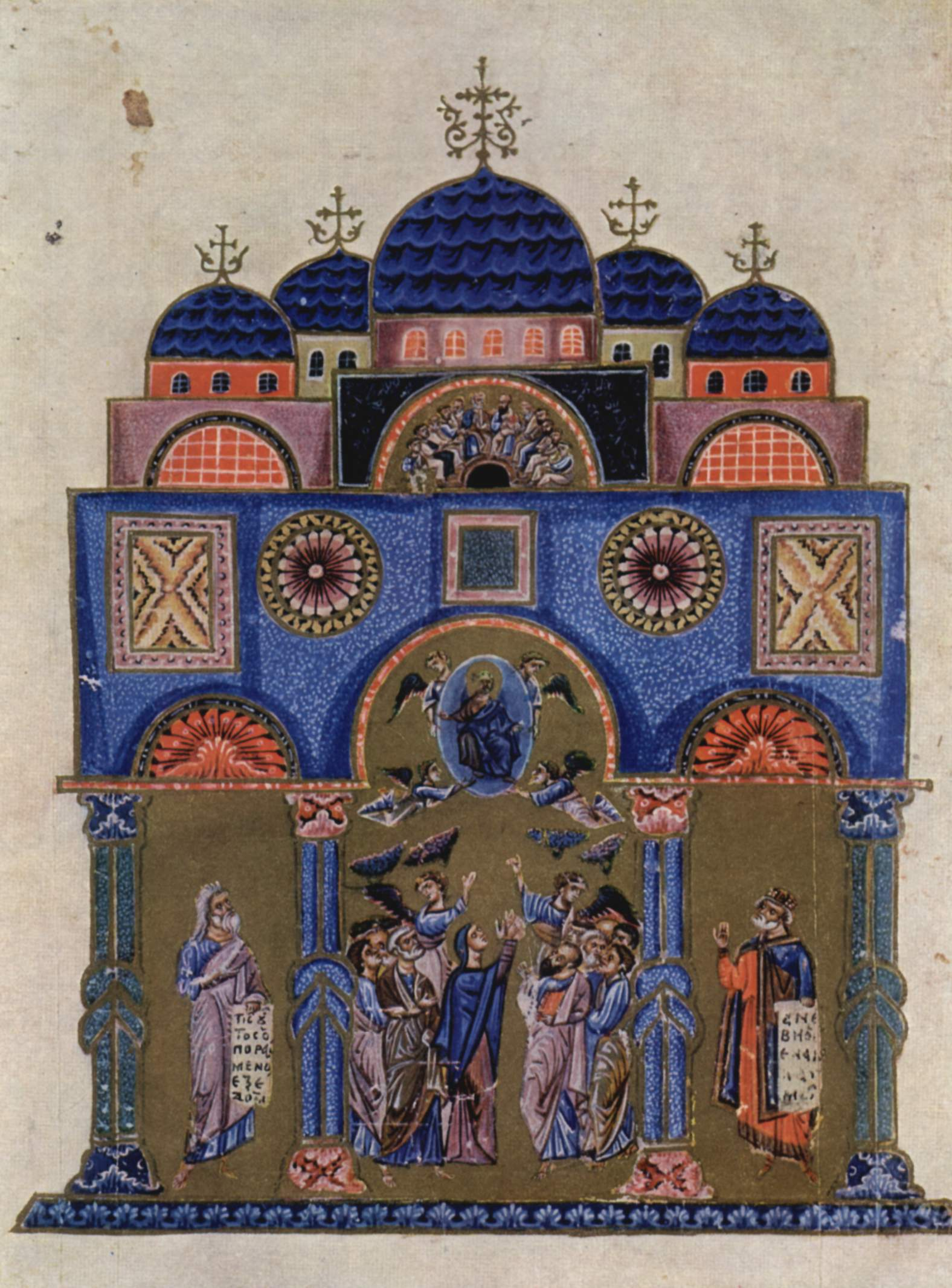
Enluminure sur parchemin figurant l'église des Saints-Apôtres de Constantinople, XIIe siècle, BNF, ms. grec 1208, folio 3.

Le concile Prime-second ou Protodeutera ou encore Synode Premier et Second de Constantinople est le nom d'un concile réuni à Constantinople en 861 à l'initiative de l'empereur de Byzance Michel III et du patriarche de Constantinople Photios Ier.  
Rassemblant plusieurs centaines de participants en l'église des Saints-Apôtres, dont deux légats du papes Nicolas Ier, le concile confirme la déposition du patriarche Ignace de Constantinople et la légitimité de son successeur Photios ainsi qu'il débat de plusieurs questions dogmatiques, ecclésiologiques et liturgiques dont il résulte dix-sept canons. Acceptés par les légats du Pape, les résultats du concile sont finalement refusés par ce dernier en 863, de sorte qu'il n'est reconnu que par l'Église orthodoxe. 
Les échanges et anathèmes qui opposent ensuite les sièges de Rome et Constantinople, que ce soit sur le filioque ou la légitimité du pouvoir impérial à nommer le patriarche byzantin, compromettent l'unité de la chrétienté, ouvrant la voie à la séparation entre les christianismes oriental et occidental. 

## Appellation
L'origine de l'appellation étrange de ce concile, connu dans les sources sous le nom de Protodeutera en grec ou Prima-secunda en latin pour « Premier et second » ou « Prime-second », est inconnue et a donné lieu a diverses explications : le concile a probablement faire l'objet de deux cycles distincts, il a pu être considéré comme la suite du synode de 859 condamnant Ignace, qui s'est également déroulé dans l'église des Saints-Apôtres, ou a été considéré comme un deuxième « premier » Concile œcuménique avec lequel il aurait partagé le nombre de participants, Photios le nommant le « concile des trois cents dix-huit pères ». 

## Déroulement

### Contexte

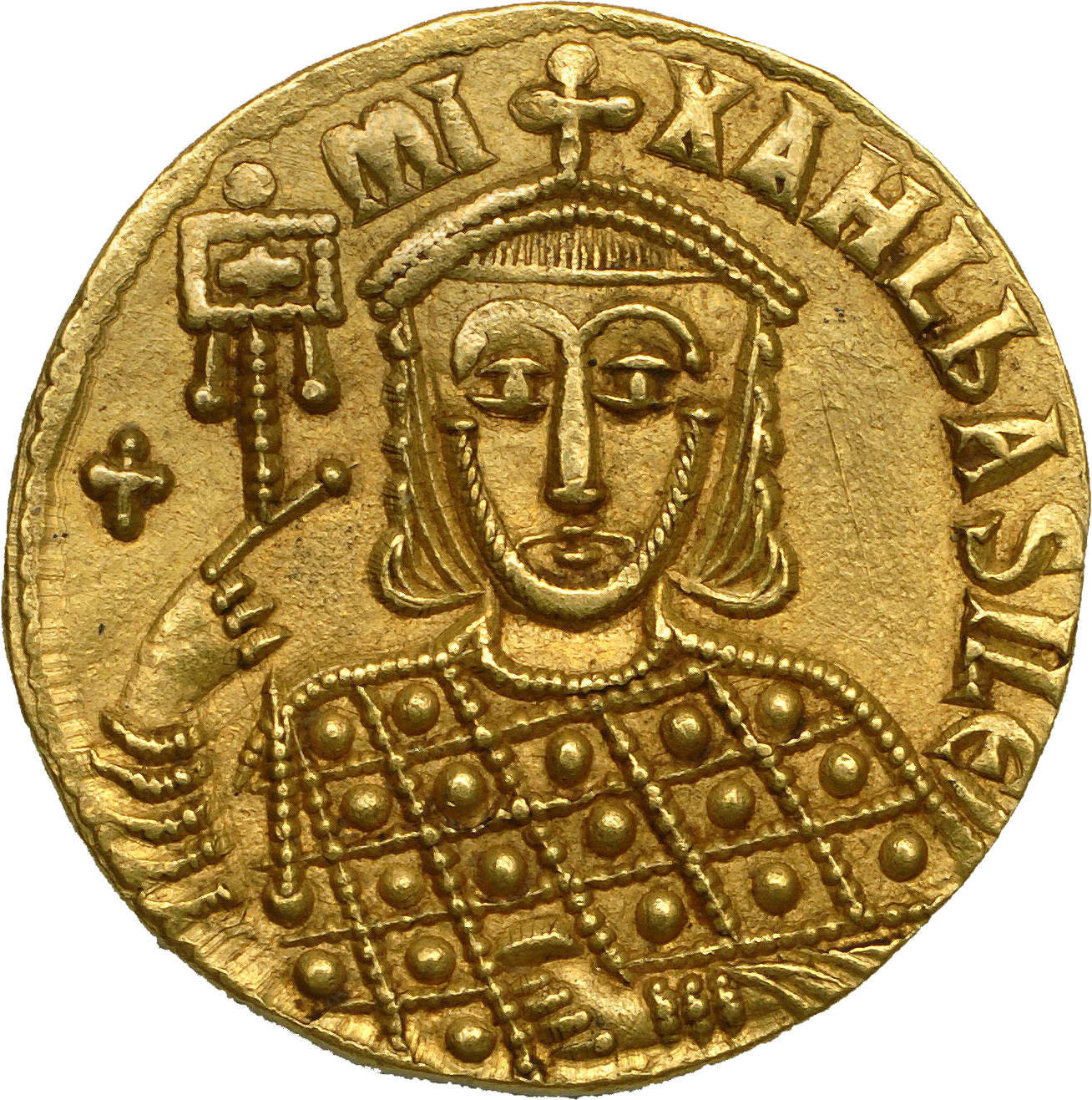
Solidus en or figurant Michel III, vers 560.

La convocation du concile a pour cadre les luttes factieuses qui opposent les soutiens de l'impératrice Théodora à ceux de son frère le patrice Bardas, les premiers soutenant le patriarche de Constantinople Ignace, imposé sans consultation canonique par l'impératrice Théodora pour succéder à Méthode en 847, et les seconds son concurrent Photios, un haut fonctionnaire laïc érudit issu de la cour impériale, poussé par Bardas en remplacement d'Ignace forcé à abdiquer en 857. D'un côté, il est reproché à Photios que l'ensemble de ses ordinations jusqu'au rang épiscopal aient été accomplies en quelques jours à peine tandis que la raison invoquée pour justifier qu'Ignace soit défroqué est la non canonicité de son élection en raison de l'intervention de l'autorité laïque dans le processus.
Un terrain d'entente et un modus vivendi semblent trouvés entre les concurrents au siège patriarcal mais ils sont rapidement remis en question lorsque Photios retient Grégoire Asbestas, précédemment déposé par Ignace, au nombre des évêques qui le consacrent. En outre, Photius est tenu responsable de la répression que Bardas fait subir au parti ignacien dont l'ancien patriarche est lui-même victime, malmené puis exilé à Mytilène. Les soutiens de ce dernier déclarent alors Photios déchu et Ignace rétabli malgré son exil, poussant le premier à convoquer un synode qui anathémise son prédécesseur, provoquant la sécession d'une dizaine d'évêques et de plusieurs higoumènes, au nombre desquels Nicolas le Studite.
Au printemps 860, les autorités byzantines s'adressent à l'évêque de Rome : d'un côté l'empereur Michel III demande à Nicolas Ier d'envoyer une délégation pour un concile dont l'objet est de préciser la doctrine orthodoxe sur les images et, d'un autre, Photios sollicite auprès de son homologue romain — ainsi qu'aux autres patriarches d'Orient — la reconnaissance de décision synodale justifiant son intronisation, probablement dans l'idée de définitivement entériner la déposition d'Ignace. 

### Le synode
La réponse de l'évêque de Rome à Photios est courtoise, bien qu'il semble se douter que l'enjeu réel soit la validation de la déposition d'Ignace, une opération sur laquelle il s'est précédemment étonné auprès de l'empereur Michel III de ne pas avoir été consulté. Il envoie néanmoins deux légats pontificaux, les évêques Radoald de Porto et Zacharie d'Anagni, qui sont accueillis à Constantinople au printemps 861 ; le concile est convoqué et prend place dans l'Église des Saints-Apôtres quelque temps après leur arrivée, peu avant Pâques et ses travaux semblent avoir duré jusqu'au mois de septembre.  
Dans la mesure où les actes du concile ont été détruits par une décision du concile anti-photien de 869, on en connait peu de chose mais il reste bien attesté par les sources ultérieures, parmi lesquelles le Synodicon Vetus. Le nombre de participants a pu être d'environ 318, le même que celui du premier concile œcuménique.   
Il a probablement fait l'objet de sept sessions divisées en deux cycles, le premier portant — à la demande insistante des légats pontificaux  — sur la validité canonique à la fois de la déposition d'Ignace ainsi que de la nomination et de la promotion rapide de Photios, et le second sur la vénération des icônes. Après de longues délibérations, le concile confirme la validité de la déposition de l'un et l'élection de l'autre. En outre, il confirme les décisions du septième concile œcuménique réuni à Nicée en 787 concernant la vénération des saintes icônes, et enfin délivre 17 canons disciplinaires.    
Ses conclusions sont signées par 130 évêques et par les deux légats pontificaux. Les conclusions, approuvées par les représentants du pape lors du concile, sont refusées par ce dernier en 863, qui désavoue ses légats sans toutefois les sanctionner. Photios réplique au pape, Patriarche d'Occident, en adressant à ses collègues orientaux une lettre encyclique où il dénonce celui-ci, coupable à ses yeux d'avoir falsifié la vraie foi en ayant ajouté le filioque au credo de Nicée, dans « une hérésie et un blasphème abominables ». Photios va jusqu'à excommunier Nicolas Ier en 867 au cours d'un nouveau synode à Constantinople, créant un précédant « inouï » qui compromet l'unité de la chrétienté avec un argumentaire qui sera repris par la suite dans les conflits opposant les christianismes oriental et occidental.  

## Canons
Bien qu'il ne soit pas compté au nombre des synodes œcuméniques, ceux-ci ayant un caractère plus général, ses décisions canoniques ont été incluses dans les recueils de canons de l'Église orientale. Ses dix-sept canons peuvent être divisés en trois groupes : les canons 1 à 7 traitent de l'organisation de la vie monastique, les canons 8, 9, 11 et 13-17 traitent de l'observance de l'ordre canonique et les canons 10 et 12, ceux traitant de questions liturgiques et cultuelles.  
Le premier groupe porte sur des réglementations vise à prévenir les abus dans l'organisation des monastères et de la vie monastique dans le but d'éviter une résurgence de la controverse iconoclaste. Le canon 1 donne place sous l'autorité des évêques locaux la fondation des monastères ; les canons 2 et 5 exigent qu'un candidat à la vie monastique subisse période d'essai et que sa tonsure monastique soit conférée en présence de l'higoumène ; les canons 3 et 4 décrètent que les higoumènes qui négligent leurs devoirs ou acceptent et gardent des moines issus d'autres monastères doivent être sanctionnés ; le canon 6 impose la pauvreté monastique absolue, enfin, le canon 7 interdit aux évêques de fonder des monastères au détriment de leurs diocèses.  
Le second groupe qui traitent de l'ordre ecclésiastique reprend en partie des interdictions antérieures, comme celle de la castration sauf pour des raisons de santé (canon 8), ou de la prise en charge par les prêtres de fonctions séculières ou de la gestion des bien des laïcs (canons 9 et 11), le canon 9 condamnant en outre la violence des prêtres et précisant qu'un homme violent ou au passé criminel ne peut accéder à la prêtrise. Cette partie innove avec les canons 13 à 15 qui entendent faire respecter la hiérarchie cléricale et éviter les schismes en interdisant aux clercs de rompre les relations ecclésiastiques avec leur évêque (13), aux évêques de rompre avec leur métropolite (14) et à ces derniers de rompre avec leur patriarche (15), pour quelque raison que ce soit, à moins qu'ils aient été préalablement condamnés par une décision synodale, ces canons semblant dirigés contre les partisans d'Ignace ayant rompu avec Photios. Le canons 16 interdit l'ordination d'un évêque du vivant de son prédécesseur à moins que celui-ci ait démissionné, ait abandonné son siège plus de six mois ou ait été démis canoniquement de ses fonctions. Enfin le canon 17 semble une concession de Photios et vise à évite la répétition de sa fulgurante élévation à l'épiscopat : un laïc ou un moine doit être éprouvé dans un temps réglementaire pour chacun des degrés ecclésiastiques.  
Par ailleurs, le dernier groupe formé des canons 10 et 12 aborde des sujets déjà traités par des canons plus anciens : le canon 10 reprend le canon 73 du Canons des Apôtres interdisant l'appropriation des vases liturgiques consacrés tandis que le canon 12, reprenant les canons canons 31 et 59 du concile Quinisext, interdit la célébration de cultes dans des chapelles privées sans l'autorisation épiscopale. 